# Exportaciones de Bolivia en 1995
Las Exportaciones de Bolivia en 1995 llegaron a los USD 838 millones. Los principales productos exportados durante ese año fueron el zinc con el 14%, el oro con el 11%, el estaño con el 10%, la madera con el 7,9% y el gas natural con el 7,7%.

## Sector minero
El principal producto exportado por Bolivia era el mineral del Zinc. En 1995, Bolivia llegó a exportar al mundo este producto por un valor de USD 165 millones, siendo su principal mercado el Continente Europeo. El 30% del total del zinc exportado por Bolivia tenía como destino Suiza por un valor de USD 50,3 millones, otro 28% del zinc exportado tenía como destino Reino Unido con un valor de USD 46,1 millones, un 15% era exportado a Francia por un valor de USD 25,3 millones, un 8,9% a Bélgica-Luxemburgo por USD 14,7 millones, un 6,7% a Países Bajos por 11,1 millones, el 0,77% a Italia con USD 1,27 millones y el 0,44% a Alemania por un valor de USD 1,05 millones haciendo un total de valor de exportación de USD 150 millones de este mineral, exportados hacia el Continente Europeo.
Mientras que un 3,6% del zinc fue exportado a Corea del Sur (Continente Asiático) por un valor de USD 6,36 millones.
Dentro de América, el principal destino de exportación del zinc boliviano fue el Perú con el 3,3% por una valor de USD 5,41 millones, mientras que el segundo mercado de exportación fue Brasil con el 1,6% por una valor de 2,61 millones.  